# Pavel Pergl
Pavel Pergl (Praga, 14 novembre 1977 – Magdeburgo, 1º maggio 2018) è stato un calciatore ceco, di ruolo difensore.
È morto suicida nel 2018 all'età di 40 anni.

## Carriera
Pavel Pergl è colui che, nella stagione 2010-2011, nello spareggio promozione-relegazione contro il Servette, segnò al'88' regalando ai granata una vittoria per 1-0; al ritorno, il 31 maggio 2011, il Servette si impone sul Bellinzona per 3-1, e quest'ultima retrocede in Challenge League.

## Palmarès

### Club

#### Competizioni nazionali
- Campionato ceco: 1

Sparta Praga: 2004-2005
- Coppa della Repubblica Ceca: 2

Sparta Praga: 2003-2004, 2005-2006
- Challenge League: 1

Vaduz: 2013-2014
- Coppa del Liechtenstein: 2

Vaduz: 2013-2014, 2014-2015